# ريتشارد كاسويل
ريتشارد كاسويل هو سياسي أمريكي، ولد في 3 أغسطس 1729 في مقاطعة هارفورد في الولايات المتحدة، وتوفي في 10 نوفمبر 1789 في فاييتفيل في الولايات المتحدة. انتخب حاكم كارولينا الشمالية ‏ (13 مايو 1785 – 20 ديسمبر 1787) وانتخب حاكم كارولينا الشمالية ‏ (12 نوفمبر 1776 – 20 أبريل 1780).